# Ассоциация Гийома Бюде
Ассоциация Гийома Бюде (фр. Association Guillaume-Budé) — французское культурное и научное общество, названное в честь гуманиста Гийома Бюде и посвящённое продвижению гуманитарных наук. В настоящее время президентом общества является эллинист Жак Жуанна.
Ассоциация является членом-основателем Международной федерации классических исследований (англ. International Federation of Associations of Classical Studies, 1948).

## История
Ассоциация Гийома Бюде была основана в 1917 году четырьмя известными французскими филологами Морисом Круазе, Полем Мазоном, Луи Боденом и Альфредом Эрну. Основной целью ассоциации было критическое издание греческих и латинских классических авторов, области, где, начиная с начала XIX века, доминировали английские и особенно немецкие учёные (Виламовиц-Мёллендорф, Ницше, Дильс и другие).
В 1919 году общество начало издавать книжную серию «Collection des Universités de France» (CUF), более известную как «Budé» в честь Гийома Бюде. В том же 1919 году было основано издательство Les Belles Lettres, которое помимо античных авторов также стало издавать средневековую и византийскую литературу. В 1923 году его деятельность дополняется ежеквартальным информационным бюллетенем Bulletin de l’Association Guillaume Budé, который публиковал научно-популярные статьи.
В 1930 году по инициативе издателя Жан Мали, который сменил Поля Мазона на посту председателя Административного совета Les Belles Lettres, был организован первый археологический круиз, который позволил всем желающим осмотреть памятники античности под руководством ведущих специалистов.
В 1932 году в Ниме состоялся первый съезд Ассоциации. Он положил толчок созданию местных секций общества по всей Франции и даже за её пределами.
До 1939 года генеральным секретарём Ассоциации был известный французский эллинист Поль Мазон (фр. Paul Mazon, 1874—1955), который также в разные годы был директором CUF и председателем правления Les Belles Lettres.
С 1946 года ведётся создание клубов «jeunes Budistes» в школах.
В 1968 году Ассоциация ярко продемонстрировала свою жизнеспособность, проведя свой VIII Конгресс и отпраздновав своё пятидесятилетие и пятое столетие со дня рождения Бюде.

## Цели ассоциации
Цели Ассоциации Бюде:

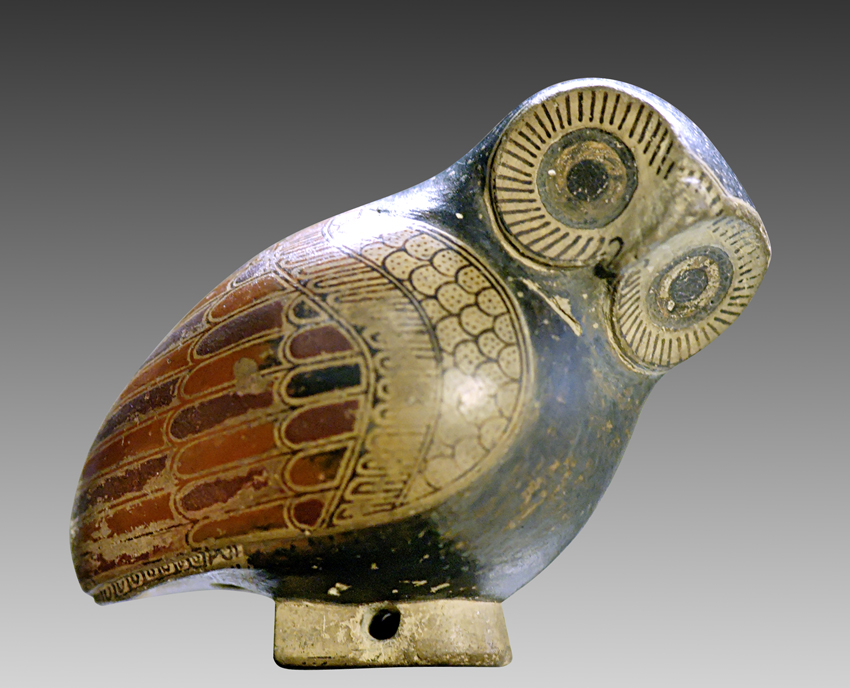
Арибалл — античная ваза в форме совы, ставшая логотипом греческой секции CUF

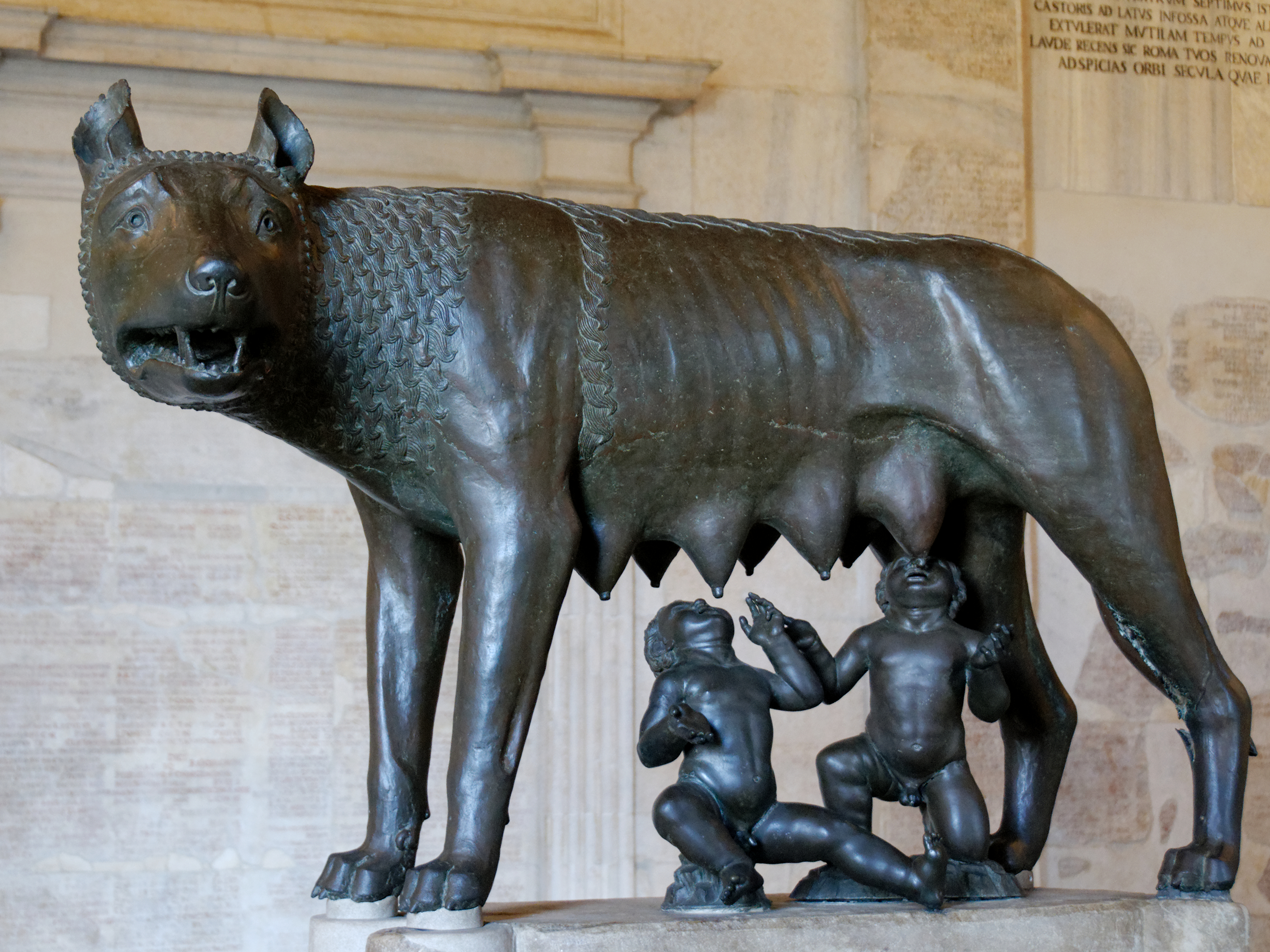
Капитолийская волчица, ставшая логотипом латинской секции CUF

- публиковать греческих и латинских авторов в виде качественных критических изданий;
- знакомить общественность с греко-латинской культурой посредством издания двуязычных томов (греческий язык/французский или латинский/французский) и распространить знание древней литературы за пределами круга учёных.

## Деятельность ассоциации
- Подготовка и издание серии «Collection des Universités de France», известной как серия «Budé», в которой представлены нередактированные греческие и латинские тексты до середины VI века, их новый французский перевод, введение, пояснительные записки и критический аппарат.
- Проведение встреч, конференций, семинаров и культурных туров.
- Организация секций по всей Франции, некоторые из которых очень активны, например, секции в Орлеане и Лионе, которые самостоятельно организуют конференции, туры, а также курсы латыни и греческого языка.

## Руководство
Во главе Ассоциации стоит Бюро, в которое входят как её руководители, так и ассоциированные члены.
- Почётный президент — Жак Жуанна.
- Президент — Жан-Луи Феррара.
- Вице-президенты — Бернар Дефорж и Доминик Брикель.
- Генеральный секретарь — Ален Бийо.